# Tanga (Münze)
Der Tanga, auch Tanck, war eine Münze in Portugiesisch-Indien, darunter in den Kolonien Goa, Diu und Daman. Diese Kolonialmünze galt von 1615 bis in die 1950er Jahre. Der Tanga wurde von 1615 bis 1765 in Silber und ab 1765 in Kupfer geprägt. Diese Münze galt als Rechnungsmünze und Umlaufmünze. Die Ausgaben erfolgten auch in den Stückelungen wie  1/8; ¼; ½ und 1/12 Tanga.
- 1 Tanga = 5 Vintin = 60 Reis/Rees = 75 Bazurucas
- 1 2/5 Tanga = 1 Larin
- 5 Tanga = 1 Perda/Xerasin
- 16 Tanga = 1 Santeme
- bis 1871 hatten 10 Tanga = 1 Rupia
- nach 1871 hatten 16 Tanga = 1 Rupia = 960 Reis

Das Bild auf der Münze war im Avers das Wappen Portugals mit Umschrift und Ausgabejahr und im Revers eine Umschrift und Wertangabe.